# Jean Wahl
Jean André Wahl (1888 - 1974) foi um filósofo francês. Professor na Sorbonne de 1936 a 1967 - exceto durante a Segunda Guerra Mundial, quando, por ser judeu, foi internado no Campo de deportação de Drancy, de onde escapou. Entre 1941 e 1945, refugiou-se nos Estados Unidos, onde também ensinou.
Antigo aluno da École normale supérieure (turma de 1907), começou sua carreira como  discípulo de Henri Bergson.
Introduziu uma nova leitura do pensamento de  Hegel na  França, a partir do tema da "consciência infeliz", nos anos 1930, antes mesmo das célebres conferências de Alexandre Kojève. Foi também grande defensor do pensamento de Kierkegaard. 
Influenciou importantes pensadores como Emmanuel Levinas e Jean-Paul Sartre.

## Principais obras
- - Le Malheur de la conscience dans la philosophie de Hegel, 1929.
  - Étude sur le Parménide de Platon, Paris, Rieder, 1930.
  - Vers le concret, Vrin, 1932; rééd. avec un avant propos de Mathias Girel, Paris, Vrin, 2004.[3]
  - Études kierkegaardiennes, 1938.
  - Les Problèmes platoniciens : la La République, Euthydème, Cratyle, Paris, CDU, 3 fasc., 1938-1939.
  - Existence humaine et transcendance, Neufchâtel, La Baconnière, 1944.
  - Tableau de la philosophie française, Gallimard, 1946.
  - Introduction à la pensée de Heidegger, livre de poche, 1946.
  - Petite histoire de l'existentialisme, Paris, L'Arche, 1947.
  - Poésie, pensée, perception, Paris, Calman-Levy, 1948.
  - Jules Lequier, La Baconnière, 1948.
  - La Pensée de l'existence, 1952.
  - Traité de Métaphysique, 1953.
  - La structure du monde réel d'après N. Hartmann, Paris: Centre de documentation universitaire, 1953. (Cours de la Sorbonne enseigné en 1952).
  - La théorie des catégories fondamentales dans Nicolai Hartmann, Paris: Centre de documentation universitaire, 1954. (Cours de la Sorbonne enseigné en 1953).
  - La Philosophie de l'existence, 1954.
  - Les aspects qualitatifs du réel. I. Introduction, la philosophie de l'existence; II. Début d'une étude sur Husserl; III. La philosophie de la nature de N. Hartmann, Paris: Centre de documentation universitaire 1955. (Cours de la Sorbonne enseigné en 1954).
  - Vers la fin de l'ontologie, 1956.
  - L'Expérience métaphysique, 1964.
  - Cours sur l'athéisme éclairé de Dom Deschamps, 1967.
  - Du rôle de l'idée d'instant dans la philosophie de Descartes, 1920; réédition avec une préface de Frédéric Worms, Descartes&co, 1994.
  - Les Philosophies pluralistes d'Angleterre et d'Amérique, 1920; rééd. préface de Thibaud Trochu, Les Empêcheurs de penser en rond, 2005.